# تراب مندوزا
تراب مندوزا (بالإنجليزية: Trapp Mendoza) هو رابر أمريكي، ولد في 13 مايو 1984.

## وصلات خارجية
- الموقع الرسمي